# 文化勲章

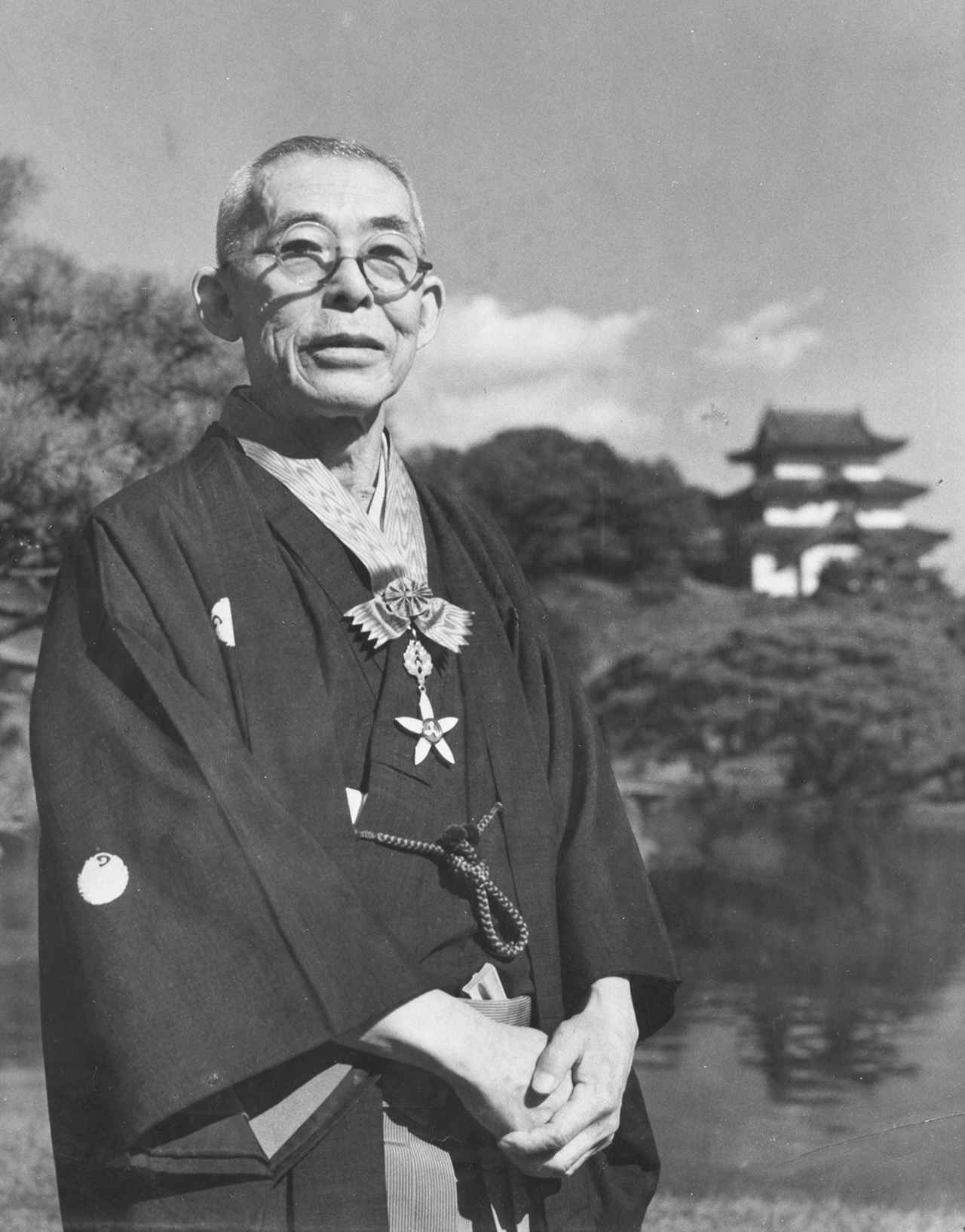
文化勲章を佩用した初代中村吉右衛門（1951年（昭和26年）受章）

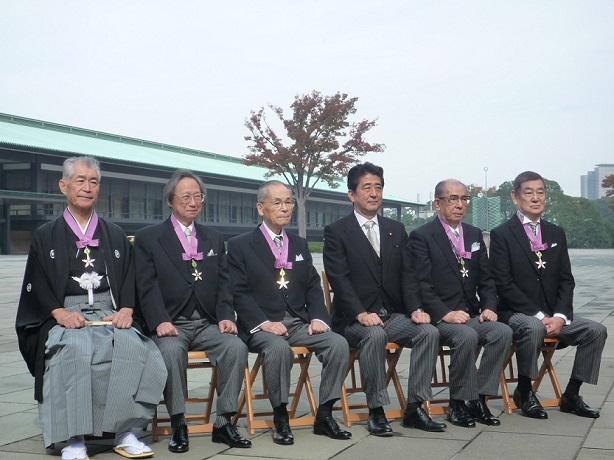
平成25年度文化勲章親授式にて安倍晋三首相と記念撮影をする受賞者。左から医学者の本庶佑、万葉学者の中西進、書家の高木聖鶴、安倍首相、工学者の岩崎俊一、俳優の高倉健

文化勲章（ぶんかくんしょう）は、日本の勲章の一つ。

## 概要
科学技術や芸術などの文化の発展や向上にめざましい功績を挙げた者に授与される、階級の無い単一級の勲章である。
当時の内閣総理大臣・廣田弘毅の発案により、1937年の文化勲章令（昭和12年2月11日勅令第9号）により制定された。

## 意匠
文化勲章は他の勲章と異なり、制式と図様についても1937年の「文化勲章令」（昭和12年2月11日勅令第9号）により定められている。賞勲局よび造幣局の嘱託であった東京高等工芸学校教授の畑正吉がデザインした。なお、意匠は橘花を基調とするが、これには昭和天皇の意向が反映されている（後述）。
文化勲章は、章、鈕、環、綬の各部から構成されている。
章
表面は橘の五弁の花の中心に三つ巴の曲玉を配し、裏面は青地に「勲功旌章」と刻む。
鈕
鈕は橘の葉と実を、それぞれ緑色と淡緑色で表す。
環
環は金色で小形の楕円とする。
綬
綬の色は淡紫色で、幅は3.7センチメートルに定められている。
略綬
淡紫色で直径1センチメートルのロゼットに、同色の翼を付すこととされている。
箱
蓋表に鈕の図と「文化勲章」の字を記す。

### 意匠制定と昭和天皇
東京朝日新聞記者で長く宮内省記者会に所属した井原頼明は自著『皇室事典』（冨山房、勲章制定の翌1938年（昭和13年）に初版）で、昭和天皇の意向で意匠が桜花から橘花に変更されたことを伝聞として、なぜ橘花なのかを自説として紹介している。
1976年（昭和51年）8月23日、那須御用邸における天皇と記者との懇談の際、天皇はこの件について質問を受けた。天皇は意匠制定に関与したことを否定せず、「橘の方は常緑樹でもあるし、『古事記』にも出てくるし、文化と言うのは、生命が長くなければならない、と感じたからです」とその意図を説明した。

## 授与

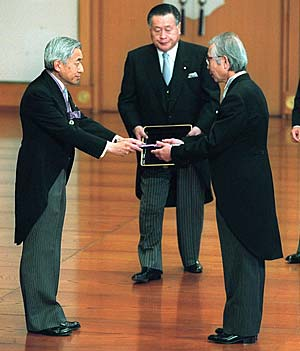
2000年11月3日、皇居にて第125代天皇（手前左）から文化勲章を授与される筑波大学名誉教授白川英樹（手前右）

親授式が毎年11月3日の文化の日に皇居宮殿松の間で行われ、天皇から直接授与（親授）される。
1997年（平成9年）から現行の天皇親授に切り替えられたが、それまでは宮中で天皇臨席のもとに内閣総理大臣が勲記と勲章を手交する伝達式の形式で行われていた。そのため、以前は同じく宮中伝達式により授与される重光章・牡丹章（旧勲二等）と同位に位置づけられていたが、現在では同じく天皇親授により授与される大綬章（旧勲一等）と同位に位置づけられている。

## 受章者選考手続き
文化庁文化審議会に置かれる文化功労者選考分科会の意見を聞いて文部科学大臣が推薦し、内閣府賞勲局で審査したうえ、閣議で決定する。文化勲章受章候補者推薦要綱（平成2年12月12日内閣総理大臣決定、平成2年12月14日閣議報告）によると、文部科学大臣は、“文化の発達に関し勲績卓絶な者”を文化功労者のうちから選考し、毎年度おおむね5名を内閣総理大臣に推薦する。文化功労者以外の者でも必要と認められる場合には選ばれることがある（この場合、併せて文化功労者になる）。
慣例として、当年のノーベル賞受賞者が文化勲章未受章の場合にも授けられてきた。この慣例は、未受章者であった江崎玲於奈が1973年（昭和48年）に物理学賞を受賞した際翌年受章することになったことに端を発し、それ以降のケースではノーベル賞と同年となった（これが“ノーベル賞受賞で政府が慌てて文化勲章を授ける”ように見える一因である。江崎以前のノーベル賞受賞者は全員が先に文化勲章を受章していた。1994年（平成6年）に文学賞を受賞した大江健三郎は辞退し、2019年受章の吉野彰（化学賞受賞） は文化功労者にも選ばれていなかった。
しかし2017年（平成29年）に文学賞を受賞したカズオ・イシグロは文化勲章が贈られず、この慣例は破られた。幼年期に母国日本を離れており作品を英語で書いているイシグロが、日本文化への貢献が顕著かどうか解釈が分かれるため、慣例通り文化勲章が授与されるかは注目された。なお、文部科学省はイシグロが文化勲章の選考から漏れた理由をコメントしていない。2018年にイシグロは旭日重光章を受章した。
なお、平和賞は団体が受賞する可能性もあり、かつ「文化に直結しない」という解釈により文化勲章との連動は行われていない。1974年（昭和49年）に受賞した第61-63代内閣総理大臣佐藤栄作と、2024年（令和6年）の受賞が決まった日本原水爆被害者団体協議会の例がある。

## 文化功労者との関係
文化勲章には金品等の副賞は伴わない。これは日本国憲法第14条の規定（勲章への特権付与の禁止）によるものであるが、文化の発展向上への貢献者に報いたいとの意図により、文化勲章とは別制度として1951年（昭和26年）に文化功労者年金法が制定され、前年度までの文化勲章受章者のうち存命者を一律に「文化功労者」として顕彰するとともに、以後も文化勲章受章者は同時に文化功労者でもあるように運用することとした。これにより、文化勲章受章者は、文化功労者年金法に基づく終身年金（現在は年額350万円）が支給される。
制度上は別のものであるとの制度設計であっても、実際の運用上において文化勲章受章者と文化功労者とを完全に同一にすると憲法の規定に抵触するおそれがあるため、文化勲章受章者とは別に、文化勲章受章者以外にも文化功労者として顕彰する者を選定する運用が行われてきた。1979年（昭和54年）度以降は、文化勲章受章者は原則として前年度までに文化功労者として顕彰を受けた者の中から選考するように改められた。

## 辞退者など
- 河井寛次郎（陶芸）- 1955年（昭和30年）
名利を求めない信条を貫いて辞退。河井は自身の作品にも銘を入れないほどこの姿勢に徹底しており、人間国宝や芸術院会員への推薦も同様に辞退している。
- 熊谷守一（洋画）- 1968年（昭和43年）
「これ以上人が来てくれては困る」と辞退。熊谷は孤高の画家として有名で、来客を一貫して避けていた。
- 大江健三郎（小説）- 1994年（平成6年）
ノーベル文学賞の受賞発表を受けて文化勲章の授与と文化功労者としての顕彰が決定したが、「民主主義に勝る権威と価値観を認めない」と文化勲章そのものを否定して受章を拒否した[11]。そして、ノーベル文学賞の授賞式には出席し、スウェーデン国王からノーベル文学賞を直接授与された[12]。
さらに、数々の著名人が叙勲を拒否したフランスのレジオンドヌール勲章は拒否せず受章した[13]。レジオンドヌール勲章の叙勲式にも出席し、「最後の作品になろう長編を書き始めた時に、ちょうど200年前に創設された威厳ある章を受章できたのは幸運の予兆で励みになる」とスピーチした[14]。
- 杉村春子（舞台演劇）- 1995年（平成7年）
「文化勲章は一番大きい勲章で、今後も出演を続けたいのに、もらえばおしまいになるような気がする」「戦争中に亡くなった俳優を差し置いてもらうことはできない」と辞退[15]。

公になっている辞退者は以上の4名である。

## 追贈
法令は対象者が死去した後に文化勲章を追贈することを禁じてはいない。ただし勲章はその佩用を前提にした栄典であるため、授与は生前の日付（つまり死去日）に遡って行われる。過去に以下の2例の追贈例がある。
- 六代目尾上菊五郎（歌舞伎）- 1949年（昭和24年）7月10日死去。六代目は歌舞伎役者として初の受章となった。
- 牧野富太郎（植物学）- 1957年（昭和32年）1月18日死去。牧野は第一回文化功労者のうち文化勲章を受章していない数少ない者のうちの一人だった。

その後半世紀以上にわたって文化勲章の追贈はその例が絶えている。しかし死去した者を叙勲の対象から外しているのかどうかについては公式の発表がなされてはいない。
なお、授与が内定していたにもかかわらず、本人が発表の前に急死したため、結果的に追贈という形になった例が2例ある。
- 荻須高徳（洋画） - 1986年（昭和61年）10月14日死去。授与は10月初旬には内定していたが、荻須はパリ在住で、10月14日アトリエで制作中に倒れてそのまま死去したため、叙勲決定の連絡はつかなかった。
- 牧阿佐美（舞踊） - 2021年（令和3年）10月20日死去。授与内定が死没前に行われ、本人に対して政府担当者より内定の伝達が行われたのは死没前日の10月19日であったという[16]。

## 例外的な授与
1969年（昭和44年）10月31日、3か月前に人類初の月面着陸を果たしたアポロ11号に搭乗した宇宙飛行士である、ニール・アームストロング、マイケル・コリンズ、バズ・オルドリンの3名が、各国歴訪の一環で来日した。同日午後、総理官邸を表敬訪問したこの3名に対し、佐藤栄作総理は自ら文化勲章を手交した。
彼らにはすでにアメリカ合衆国の最高勲章である大統領自由勲章が授与されていた。また、歴訪した諸外国の中にもそれぞれの最高勲章や高位の勲章を授与した例が多く、日本国政府はその対応に苦慮した。日本の栄典制度では、政府高官や将官でもない彼らに対して勲一等や勲二等を授与することは不可能であり、かといって日本の制度に基づいた等級の勲章を授与することは、他国の処遇と著しくバランスを欠くことになるためである。そこで窮余の一策として、単一等級の文化勲章を授与したのである。
彼らに対する授与は、佐藤が閣議で決め文部省は一切関与していない・文化功労者顕彰がされていない・宮中伝達式を行わなかった・外国人に対するものだったことなど、異例ずくめのものであった。しかも、受章者のうち2名（コリンズとオルドリン）が現役軍人であるということから、各方面から批判や疑問の声が沸き起こった。
なお、外国籍の者としてはその後、1978年に理論物理学者の南部陽一郎が、2008年には日本文学研究者のドナルド・キーンが、2014年には物理学者の中村修二が、2021年には物理学者の眞鍋淑郎が受章している。南部は1970年に、中村は2005年に、眞鍋は1975年にアメリカに帰化した日系アメリカ人一世。キーンは在日アメリカ人であったが、受章後の2012年に日本に帰化した。